# 周國祥
周國祥（英語：Raymond Chow Kwok-cheung，1959年12月31日—），綽號「蝦仔」，生於英屬香港，祖籍中國廣東台山，擁有美國國籍，是舊金山華裔黑幫合勝堂的幫派成員，曾任美國五洲洪門致公總堂龍頭。

## 生平
周國祥是香港三合會成員。1976年，17歲移民到美國舊金山。
1977年，曾經參與舊金山唐人街的幫派槍戰火拼，但沒有被起訴。1976年因持槍搶劫，被判入獄11年。在獲得提前假釋後，又因持槍傷人入獄。1989年，周國祥出獄，成為美國聯邦調查局的一名線人。
1992年，幫會在舊金山擴大地盤，周國祥被控以勒索、販毒和謀殺等48項罪名而被逮捕，其中持槍傷人的罪名成立，被判入獄服刑23年。2001年，轉為污點證人，指證同伙莊炳強（香港黑幫和合圖成員，有「三藩市教父」之稱）而獲得減刑，在2003年出獄。
美國聯邦調查局針對華人幫會進行偵查，派遣一名臥底幹員，以黑手黨成員的身份，潛入幫會，以收集犯罪證據。2014年，美國檢方逮捕了余胤良等人，周國祥也遭到逮捕。聯邦檢方認為他在2006年謀殺了一名前幫主，接管幫會，進行走私毒品、香菸及烈酒以及進行洗錢的生意，以涉嫌殺人、敲詐勒索、走私、洗錢等共162項罪名起訴。2016年8月4日，美國舊金山地區聯邦法院法官查爾斯·布雷耶（Charles Breyer）判決罪名全部成立，周國祥終身監禁。